# شهرستان هرد (جورجیا)
شهرستان هرد، جورجیا (به انگلیسی: Heard County, Georgia) یک سکونتگاه مسکونی در ایالات متحده آمریکا است که در جورجیا واقع شده‌است.